# Transcription de la Société de littérature biblique
La transcription de la Société de littérature biblique est le système de transcription et translittération de l'hébreu biblique et de l'araméen recommandé par The SBL Handbook of Style de la Société de littérature biblique (SBL), éditeur du Journal of Biblical Literature.
C'est l'une des principales normes utilisées dans les publications académiques pour la translittération et la transcription des langues bibliques.

## Description
La SBL laisse le choix du niveau de précision entre un « style académique », translittération qui permet de reconstituer le texte d'origine avec sa vocalisation, et un « style à usage général », transcription essentiellement phonétique.
| Hébreu        | א         | ב | בּ | ג  | גּ | ד  | דּ | ה | ו   | ז | ח    | ט | י | כ‎ ך | כּ‎ ךּ | ל | מ‎ ם | נ‎ ן | ס | ע         | פ‎ ף | פּ‎ ףּ | צ‎ ץ | ק | ר | שׂ | שׁ  | ת  | תּ |
| Académique    | ʾ         | b | b | g  | g | d  | d | h | w   | z | ḥ    | ṭ | y | k   | k   | l | m   | n   | s | ʿ         | p   | p   | ṣ   | q | r | ś | š  | t  | t |
| Usage général | ’ ou rien | v | b | gh | g | dh | d | h | v w | z | ḥ kh | ṭ | y | kh  | k   | l | m   | n   | s | ’ ou rien | f   | p   | ts  | q | r | s | sh | th | t |

| Hébreu        | טַ | טָ    | טָה- | טָהּ- | טָיו-  | טֶ | טֵ | טֶי | טֵי | טִ    | טִי | טֹ | טוֹ      | טֻ    | טוּ      | טְ         | חֲ | חֳ | חֱ |
| Académique    | a | ā, o | â   | āh  | āyw   | e | ē | ê  | ê  | i, ī | î  | ō | o(w), ô | u, ū | u(w), û | ĕ ou rien | ă | ŏ | ĕ |
| Usage général | a | a, o | ah  | ah  | av aw | e | e | e  | e  | i    | i  | o | o       | u    | u       | e ou rien | a | o | e |

La gémination (dagesh « dur ») est transcrite par le redoublement de la consonne, mais en notation à usage général ts et sh ne sont pas redoublés. L'accent tonique n'est noté que s'il est important dans le cas particulier en question, par un accent aigu pour l'accent principal et un accent grave pour l'accent secondaire.
Le même système est utilisé pour l'araméen, טֵ et טֹ restant donc transcrits en notation académique ē et ō même s'ils notent souvent des voyelles brèves en araméen.

## Variantes de la translittération SBL académique
De nombreuses normes de translittération de l'hébreu biblique issues de diverses publications académiques et organismes nationaux de normalisation, parmi lesquelles la translittération SBL académique est l'une des plus connues, sont des variantes assez proches les unes des autres en ce sens qu'elles utilisent :
- les consonnes de la norme ISO 259,
- soulignement ou surlignement pour la spirantisation,
- macron pour des voyelles longues,
- accent circonflexe pour des matres lectionis.

Des exemples en sont la norme polonaise de 1974 PN-74/N-01211 et celle des éditions Brill, qui ont les mêmes consonnes que la translittération SBL (avec spirantisation indiquée, et pour les lettres à jambage g et p par surlignement ḡ, p̄), ainsi que la translittération de The Cambridge Biblical Hebrew Workbook ; les principales différences avec la translittération SBL concernent les voyelles :
| Hébreu    | טַ    | טָ    | טָה- | טָי | טֶ | טֶי | טֶה- | טֵ    | טֵי | טֵה- | טִ    | טִי | טֹ    | טוֹ | טֹה- | טֻ    | טוּ | טְ         | חֲ | חֳ | חֱ |
| N-01211   | a    | ā, o | āh  |    | e | ệ  | eh  | ē    | ê  | ēh  | i    | î  | ō    | ô  | ōh  | u    | û  | ᵉ         | ǎ | ǒ | ě |
| Brill     | a    | ā, ŏ | â   |    | ę |    | ę̄   | e, ē | ê  |     | i, ī | î  | o, ō | ô  |     | u, ū | û  | ᵉ ou rien | ᵃ | ᵒ | ę |
| Cambridge | a, ₐ | ā, o | āʰ  | āʸ | e | eʸ | eʰ  | ē    | ê  | ēʰ  | i    | î  | ō    | ô  | ōʰ  | u    | û  | ᵊ ou rien | ᵃ | ᵒ | ᵉ |